# Mario Berousek
Mario Berousek (* 14. Oktober 1974 in Prag, Tschechoslowakei) ist ein tschechischer Jongleur. Er ist der schnellste Keulen-Jongleur auf der Welt und Inhaber eines Weltrekords im Jonglieren.

## Leben
Seine Eltern Ferdinand Berousek und Sonja  sind unter dem Namen „Fredys“ bekannt. Seine Frau Andrea, geborene Janečková, ist die Enkelin von Bohumil Berousek und ist unter dem Namen Berossini bekannt. Der Bruder von Mario ist Robert Berousek. Mario und Andrea haben fünf Kinder: Sharon, Vanessa, Nicole, Priscilla, Mario-Ignacio.
Die Geschichte der Berousek-Dynastie reicht bis ins Jahr 1756, als die Familie in Vilémov im Kreis Čáslav auftauchte. Der erste Künstler dieser Familie war Berousek Vorfahre Josef Berousek, der im Jahre 1829 begann als Komiker und Puppenspieler aufzutreten. Mario Berousek begann mit dem Jonglieren, als er neun Jahre alt war, wobei er seinen ersten Auftritt im Alter von 10 Jahren absolvierte. Seit 2008 fertigt und verkauft das Geschäft Mister Babache die von Mario Berousek geschaffenen Originalkeulen als „Flash Clubs“
Am 14. Juli 2000 trat Berousek als Gast auf einem Konzert von Joe Cocker im Bocholt auf.  Er war 2001 und 2004 Gast in der Fernsehshow von Patrick Sebastien.

## Auszeichnungen
Mario Berousek erhielt folgende Auszeichnungen:
- Silbermedaille auf dem 20. Festival de Demain Paris – 1997
- Spezialpreis auf dem 23. Internationalen Zirkusfestival von Monte Carlo – 1999

## Weltrekorde
Weltrekorde in der Speed-Jonglage mit Keulen:
2000
- 5 Keulen – 50 cm groß – in 1 Minute 240 Keulen aufgefangen
- 3 Keulen – 20 cm groß – in 48 Sekunden 171 Keulen aufgefangen

2010
- 5 Keulen mit der höchsten Zahl von Rotationen beim Jonglieren über eine Zeit von einer Minute (735) – Moulin Rouge
- 5 Keulen mit der höchsten Zahl gefangener Keulen innerhalb von 30 Sekunden (128×) – Moulin Rouge